# Planet Alsen

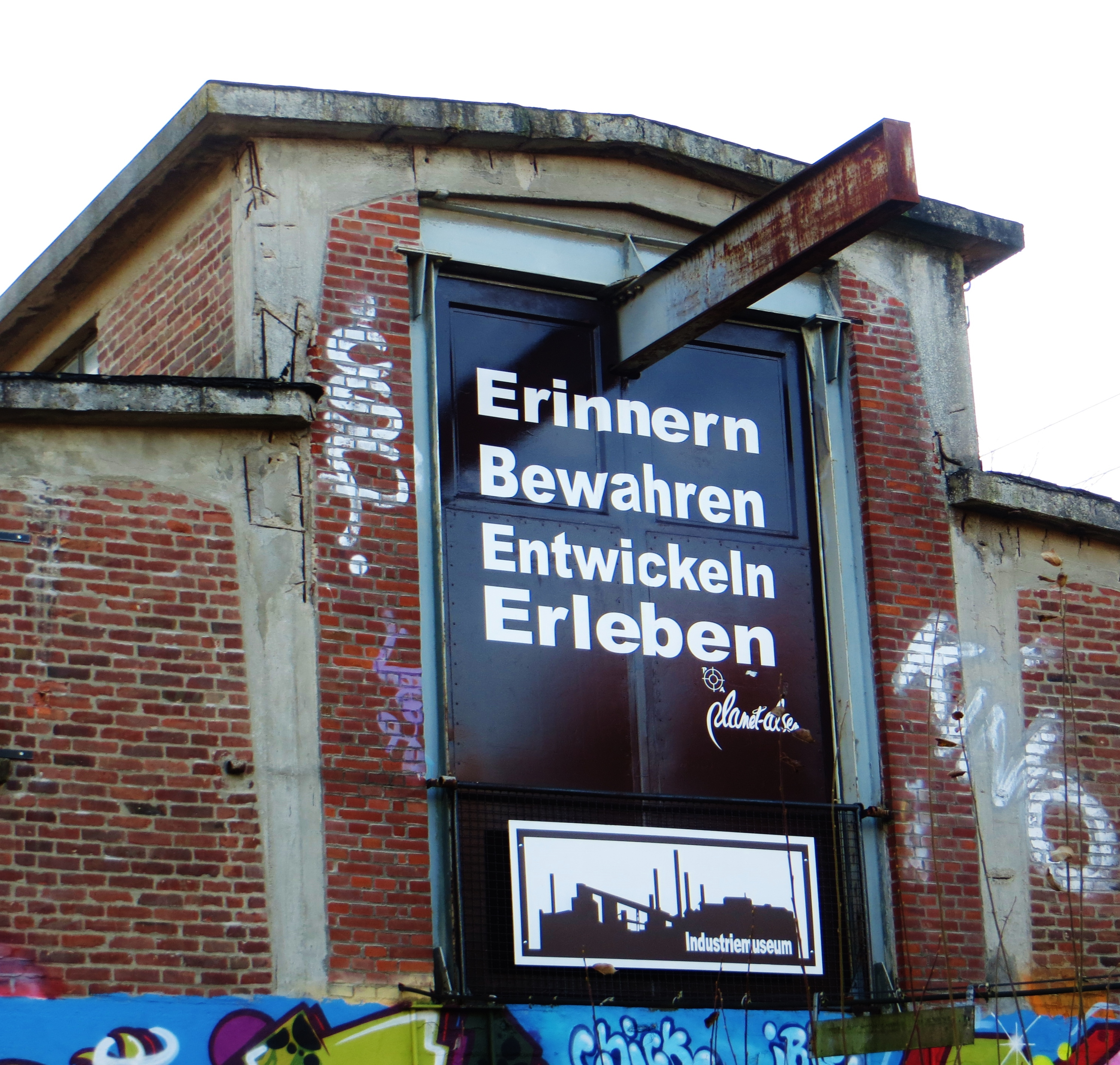
Planet Alsen

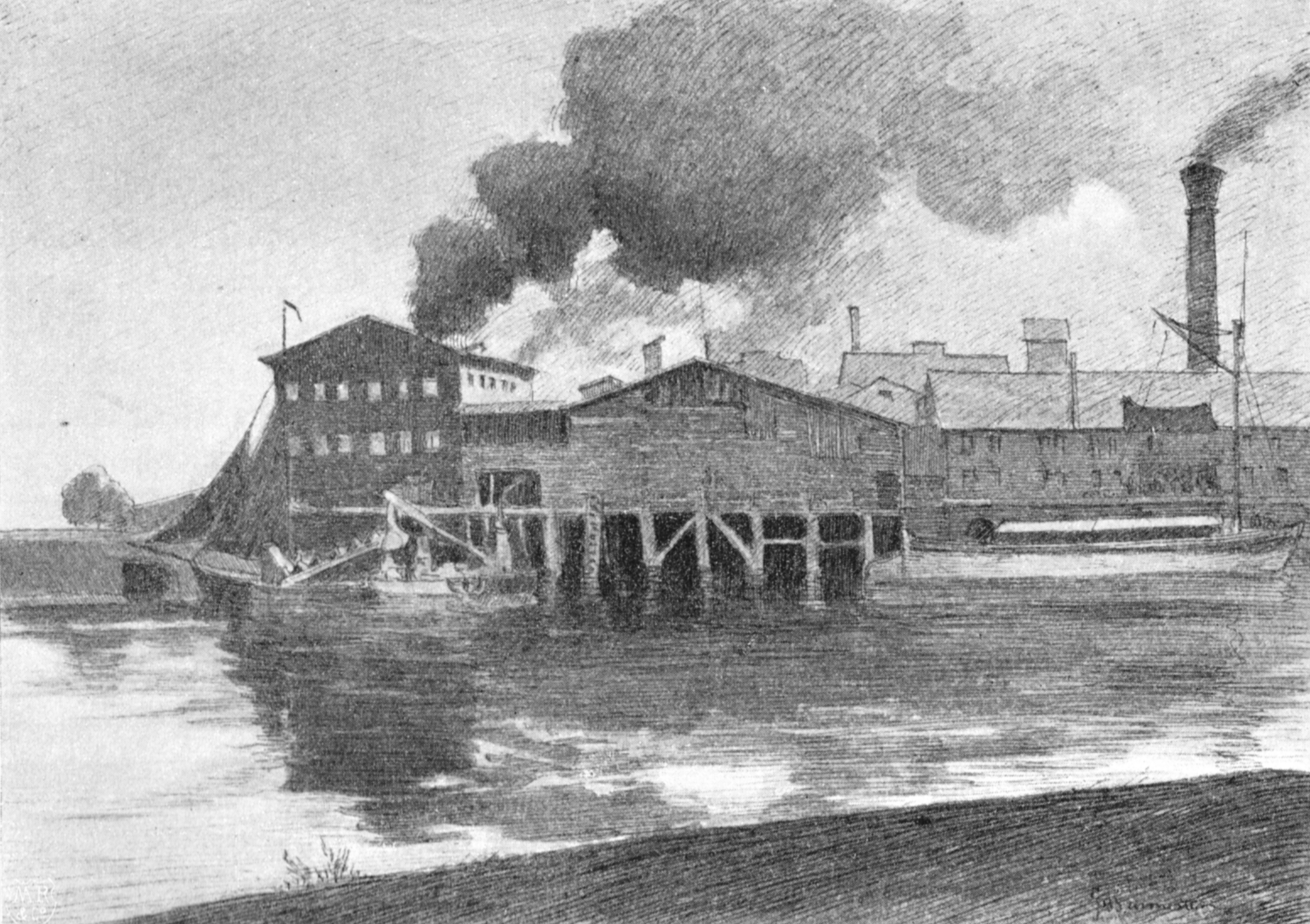
Die ehemalige Itzehoer Zementfabrik Alsen um 1895

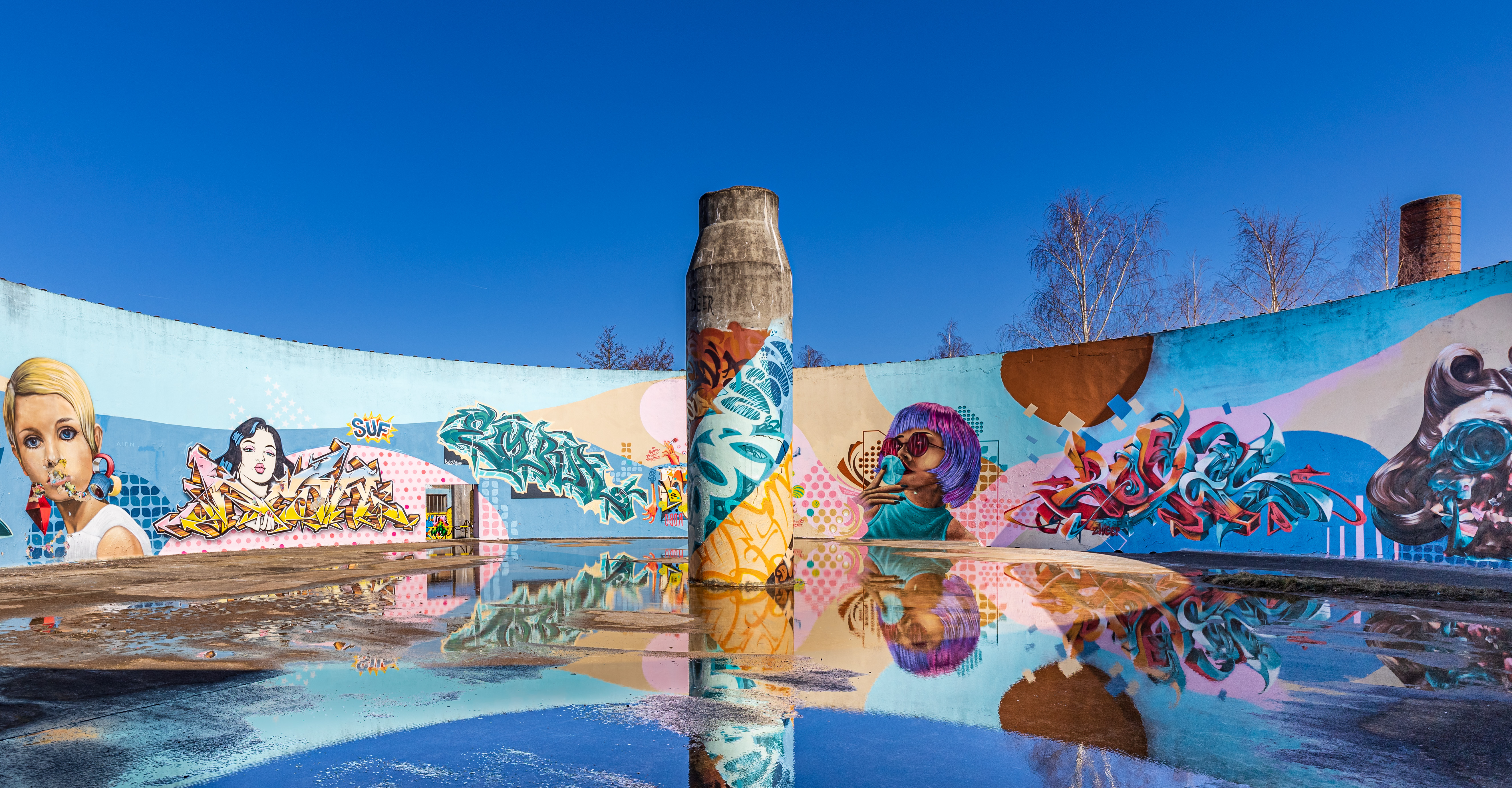
Schlämmbottich

Planet Alsen ist die von Setus Studt geprägte Bezeichnung für das Gelände des ehemaligen Alsenwerkes in Itzehoe sowie der Name eines gemeinnützigen Vereins. Der Begriff ist mittlerweile auch politisch akzeptiert.
Zweck des Vereins ist die Förderung der Pflege und Erhaltung von Kunst und Kultur insbesondere die Förderung von Künstlern und Projekten, die sich mit dem Erhalt der Nutzung und der künftigen Entwicklung der Industrieanlage Alsen befassen.
Das Gelände wird begrenzt durch die Marschbahn, die Stör, die Bundesstraße 77 und durch die Landesstraße 120.

## Nutzung
Bis 1982 war das Gebiet Teil der Zementfabrik Alsen. Es umfasste Lagerhallen, Produktionsstätten und weitere Teile des Betriebes und prägte die Industriegeschichte Itzehoes maßgeblich. Der durch den Wind jahrzehntelang verteilte Zementstaub färbte auch die weitere Umgebung grau. Nach der Stilllegung des Betriebs verfiel das Gelände weitestgehend.
Immer wieder gab es Bemühungen um eine weitere Nutzung; Einkaufspassagen, Parkanlagen, eine Marina und weitere Ideen waren im Gespräch. Als erste kommerzielle Neuansiedlung eröffnete im Jahr 2007 Media Markt eine der größten Filialen in Norddeutschland. Im Jahr 2016 ist ein Teil des Geländes mittlerweile bebaut.
Auf einem Teil des restlichen Geländes wollte die Stadt Itzehoe ein neues Jugendzentrum bauen, nachdem das alte im Jahr 2008 an den Kreis Steinburg verkauft und abgerissen wurde. Mit dem ersten Bürgerentscheid in der Geschichte Itzehoes wurde dieses Vorhaben mit fast 75 % Ablehnung im August 2013 verworfen.

### Alternative Nutzung
Diverse Musikgruppen geben unregelmäßig Konzerte; auch Torfrock gab ein Gastspiel. Planet Alsen ist eine durch den Verein eingetragene Marke, die sich für den Erhalt des Kulturstandortes einsetzt. Unterstützt wird Planet Alsen von zahlreichen Sponsoren, den Vereinsmitgliedern sowie der lokalen Wirtschaft.
Eine Besonderheit ist der kreisrunde Schlämmbottich mit über zwanzig Metern Durchmesser und sechs Metern Höhe. Er weist eine bemerkenswerte Akustik auf. Jedes Geräusch, das im Inneren erzeugt wird, löst ein mannigfaltiges Echo aus, das gerne von Musikern genutzt wird. Für Vorführungen wurde dank Sponsoren des Fördervereins extra ein großes Tor in die dicke Betonhülle gesägt, da es außer den Rohrleitungen keinen Zugang gab. Auch die geschaffenen Ausstellungsräume sowie die Geschichtswerkstatt gehören zu den Einrichtungen auf Planet Alsen.
Seit 2005 finden auf Planet Alsen die Kultur und Architektursommer statt. Der Förderverein Planet Alsen e. V. organisiert und veranstaltet diese Events gemeinsam mit verschiedenen Hochschulen unter der Leitung von Prof. Bernd Kritzmann. Die Pläne und Ideenstudien der Studenten der Hochschulen sind in den Räumen des Vereins auf dem Alsengelände zu besichtigen.
Zahlreiche Kunstausstellungen wie etwa die Werke von Eimo Krämer bilden als Installationsobjekte jeweils den Mittelpunkt verschiedenster Events. Der Förderverein unterhält Verbindungen nach Finnland. 2010 richtete man eigens für die Werke von Setus Studt eine länderübergreifende Ausstellung in Finnland aus, die ebenfalls auf Planet Alsen gezeigt wurde.
Die Werke von Setus Studt zum Thema Alsen wurden wiederholt von der Jury des Kunstgriff Dithmarschens in die prämierte Ausstellung im Museum für Landeskunde ausgestellt.
Das Störfilmfestival bildet seit 2007 eines der festen Events in der Kurzfilmszene Norddeutschlands. Gezeigt werden eingereichte Werke verschiedener Regisseure. Initiiert wurde das Störfilmfest von Dirk Jacobs 3Base und Michael Grossmann UNEM-Filmproduktion verantwortlich für Organisation und Filmauswahl. Beim 3. Störfilm-Festival 2010 wurde erstmals ein Publikumspreis vergeben. Der erste Platz ging an den Bremer Filmemacher Philipp Rust mit seiner Komödie "Das Puzzle". 2011 fand an gleicher Stelle die Kunstgriffrolle aus dem Kunstgriff Dithmarschen in der E-Werkstatt statt.
Neben den Ateliers und Ausstellungsräumen befinden sich weiter Räume wie etwa ein Filmstudio und eine Agentur in dem Vereinsgebäude an der Bahn.
Das Projekt ADAM – "Aus dem Abseits in die Mitte" – dient der Förderung von Langzeitarbeitslosen zur Reintegration in die Berufswelt und wird vom Förderverein sowie einem Psychologen auf dem Gelände in der sogenannten ehemaligen E-Werkstatt betreut.
Internationale Musiker trafen sich bereits in der E-Werkstatt etwa zum Warmup des Headbangers Open Air mit Bands wie z. B. Vicious Rumors aus den USA und aus Skandinavien.
Weitere Musikfestivals wie das Itzehoer Alsen Rock Open Air (auch: Itzehoer Rock Open Air I:R:O:A) auf der Alsen-Eventfläche folgten.
Hip-Hop-Events sowie Graffiti-Workshops stehen als weiteres Programm an.
Das Gelände wurde als Drehort, z. B. für den Tatort oder die Fernsehserie "GSG 9" genutzt. Der Verein hat auf seiner Website ein umfangreiches Videoarchiv zusammengestellt mit Musikvideoproduktionen etwa von Scooter, Jan Delay oder Hollywoodstar Ralf Möller.

### Aktuell (Stand April 2019)
Nach einer Kündigung des Pachtvertrages und einer Räumungsklage der Stadt Itzehoe ist die Zukunft von Planet Alsen ungewiss. Das Amtsgericht Itzehoe bestätigte die Kündigung im April 2019; eine Berufung ist wahrscheinlich.

## Teil-Abriss

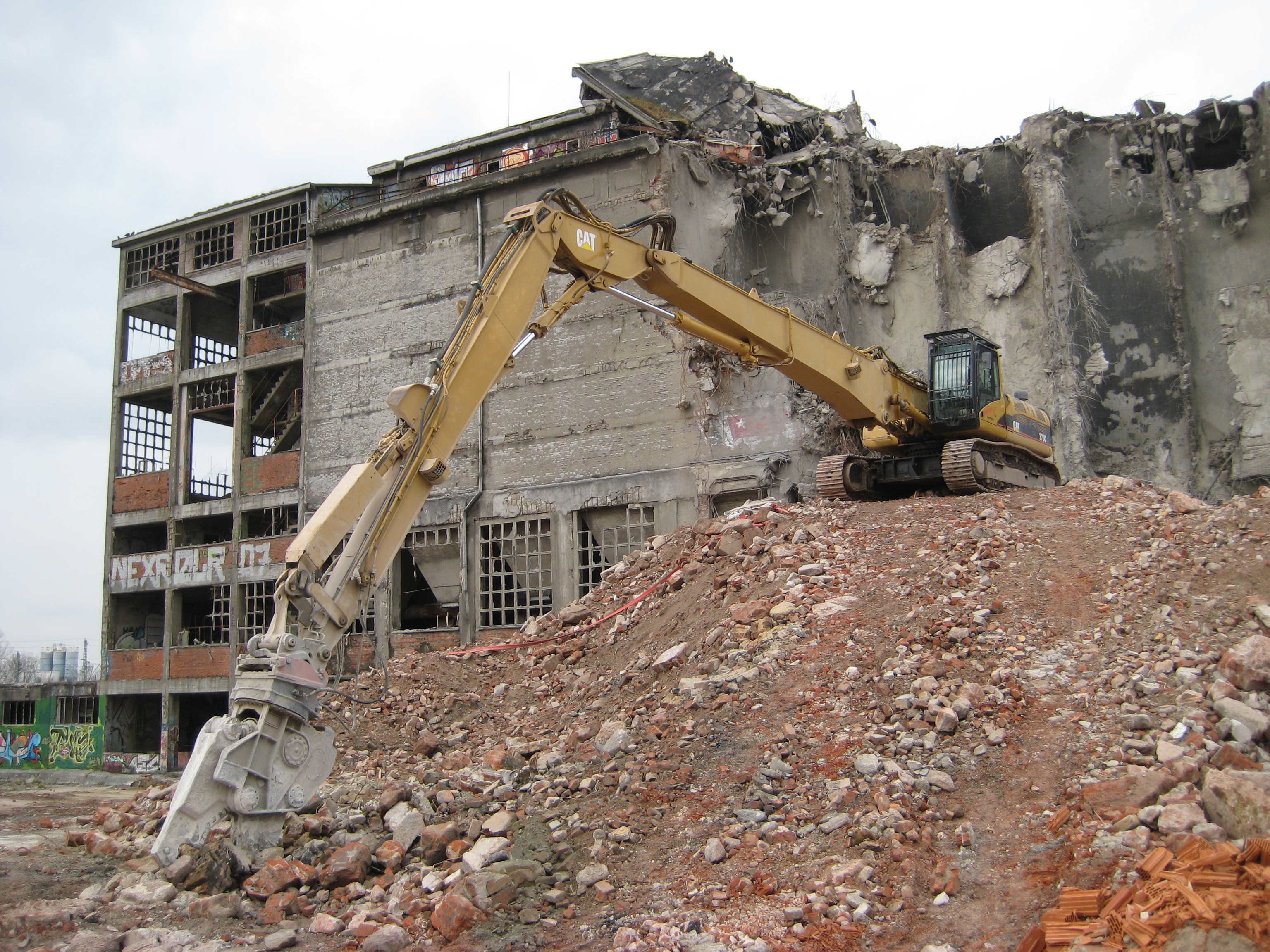
Das Silogebäude (16. März 2008)

Im Jahre 2006 haben nach langen Diskussionen die Abriss-Arbeiten an den Industrie-Ruinen begonnen. Auf den dadurch geschaffenen Flächen wurde unter anderem ein Geschäft für Zoo- und Heimtierbedarf und ein Unterhaltungselektronikmarkt gebaut.
Im März 2008 begann der Abriss des Silogebäudes, das direkt an der Stör lag und ursprünglich auch zur Beladung von Schiffen genutzt wurde. Es ist dort eine Veranstaltungsfläche geräumt worden deren Nutzung derzeit in Planung einer Arbeitsgruppe der Stadt Itzehoe und dem Förderverein Planet-Alsen e. V. untersucht wird.
Das Vereinsgebäude Planet Alsen, die Rotunde und das Labor, die Schmiede und der Schornstein sind nicht von diesen Arbeiten betroffen und beeinträchtigen die Kulturarbeit auf dem Gelände bisher nicht. So ist im Zuge der Arbeiten bereits eine feste Zufahrt zum Vereinsgebäude mit Straßenbeleuchtung entstanden.

## Überregionales Medienecho
Die Zeit berichtete über die Aktivitäten von Planet Alsen;
auch die Frankfurter Rundschau hatte einen Artikel. Die taz berichtet am 27. Februar 2008 über den Beginn weiterer Abbrucharbeiten.

## Bilder

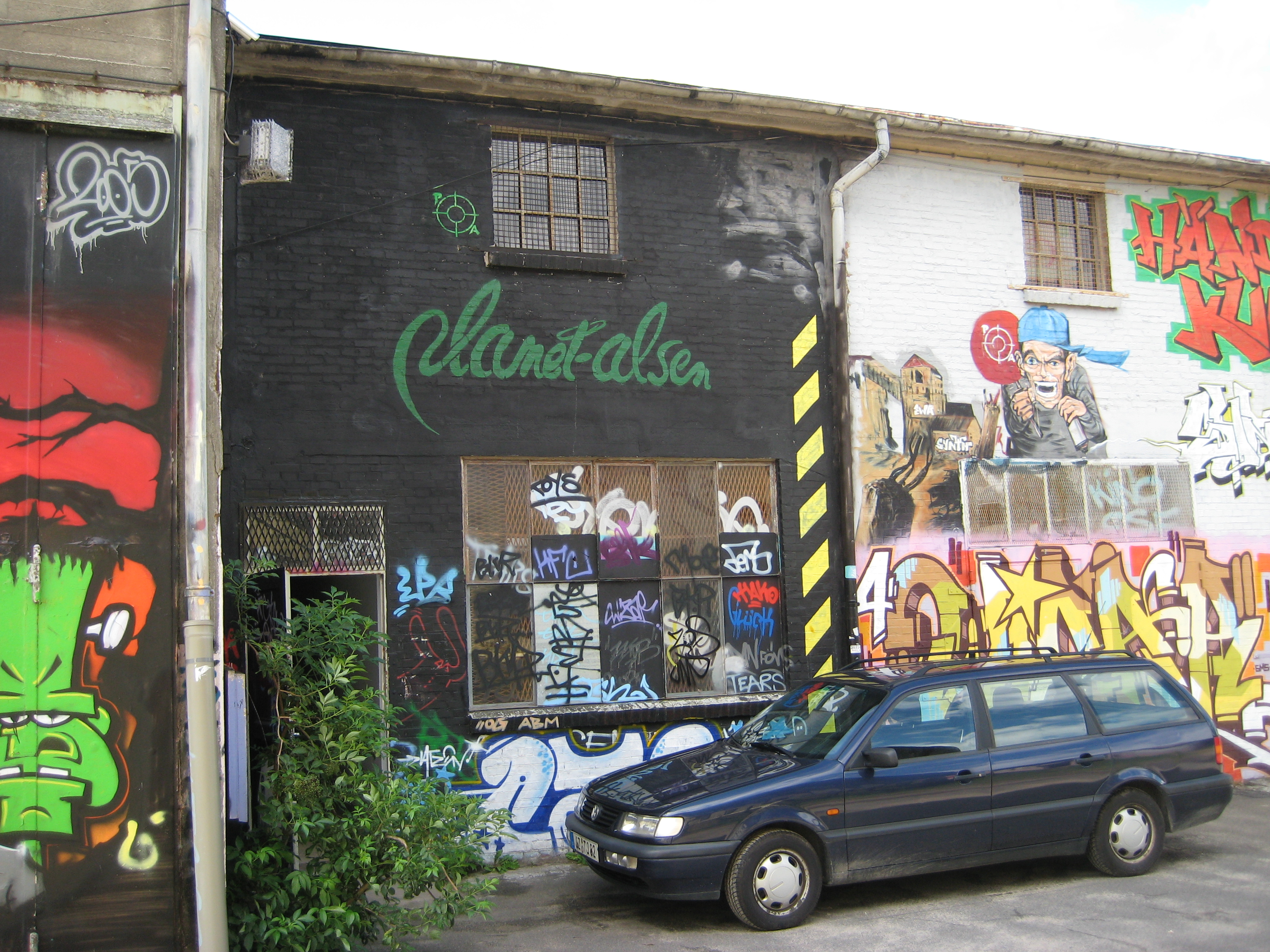
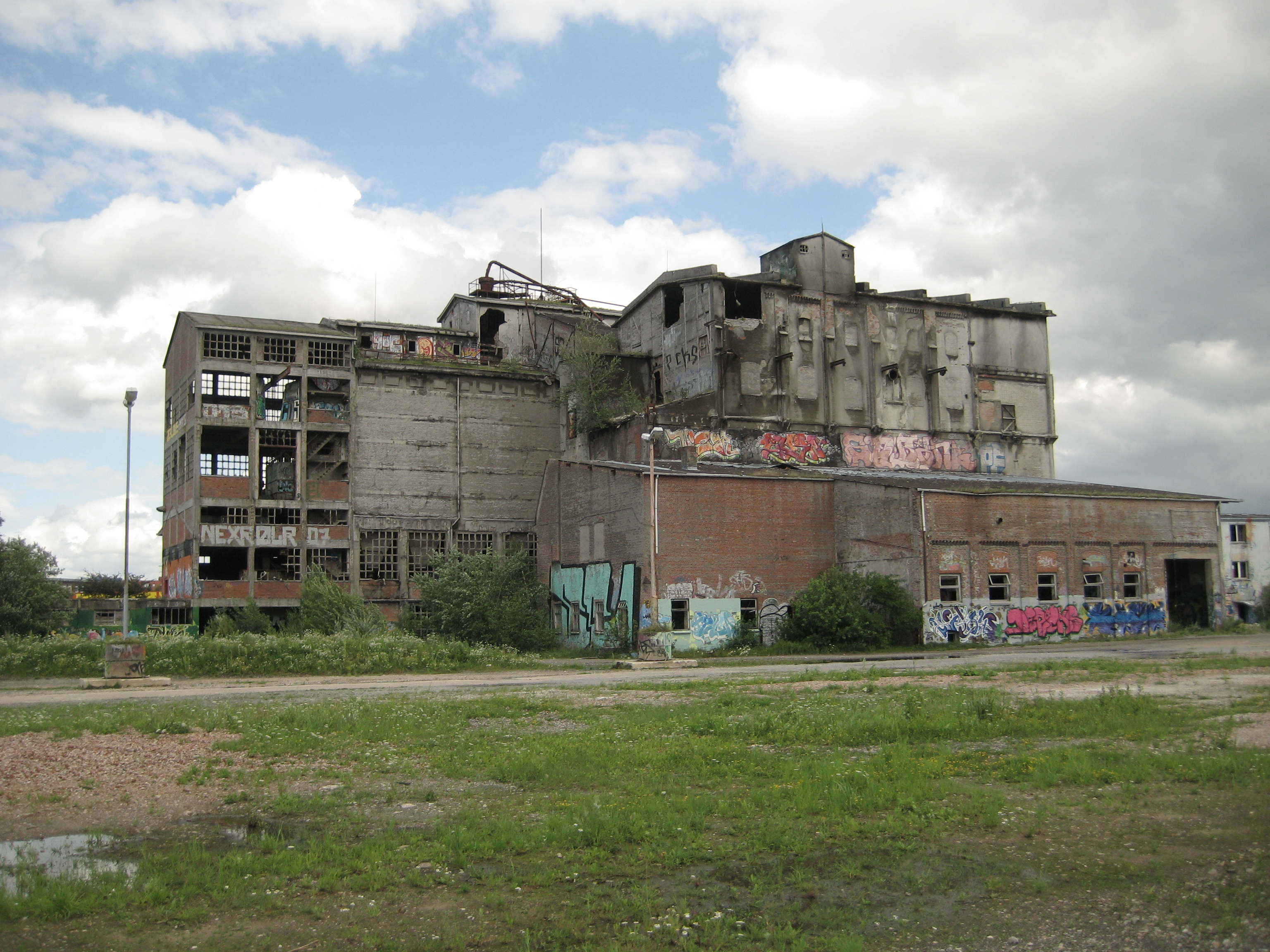
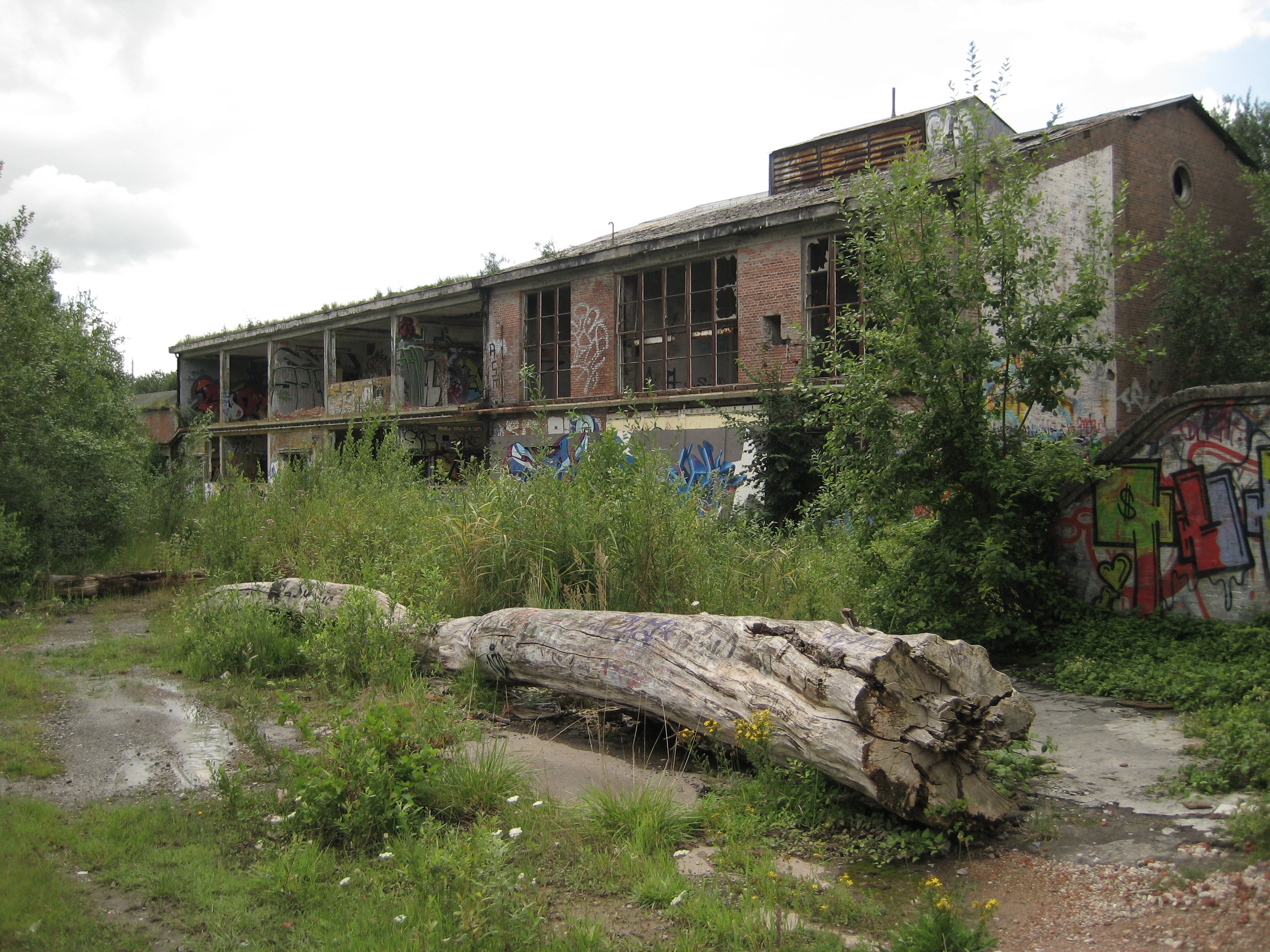
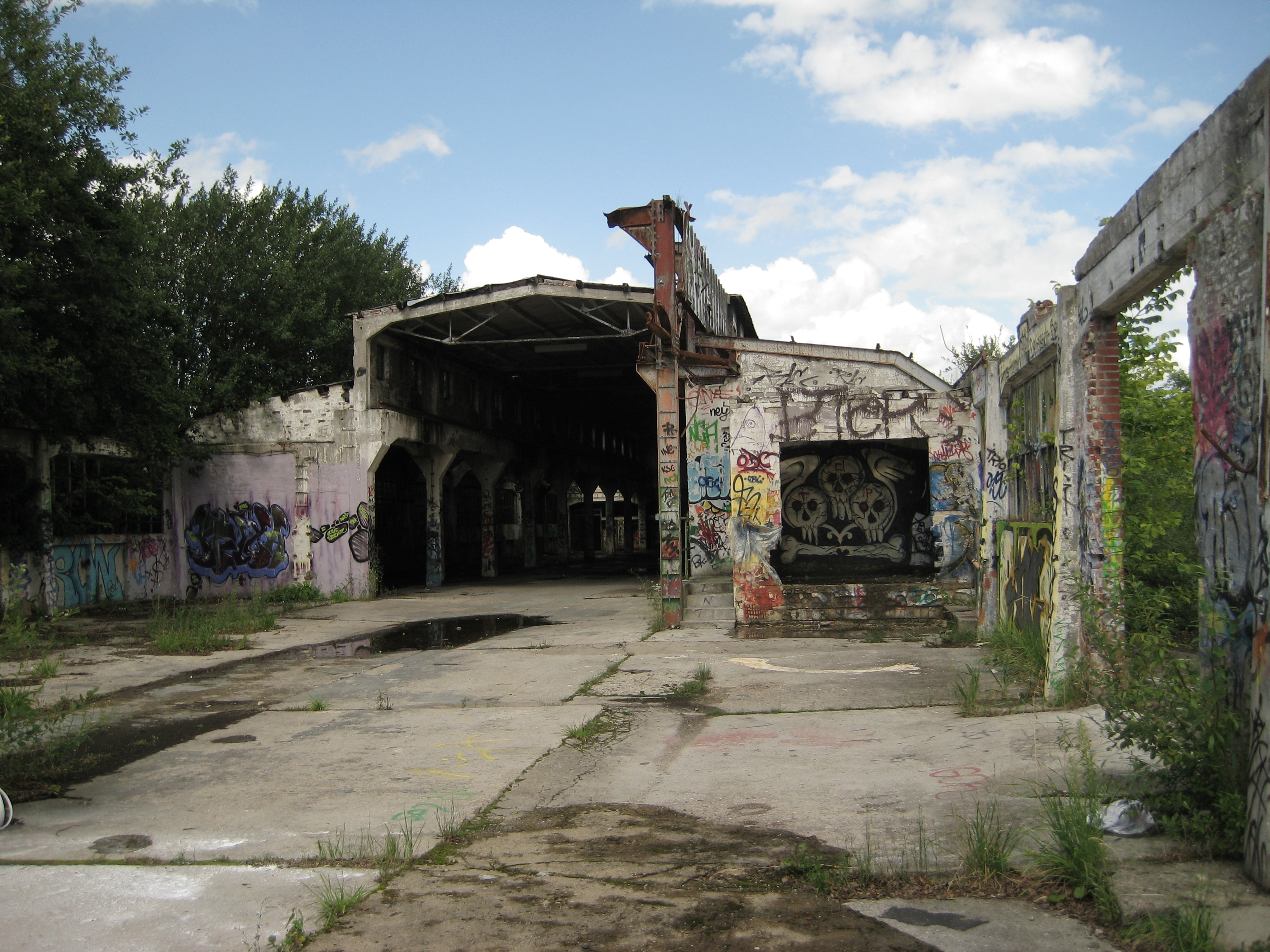
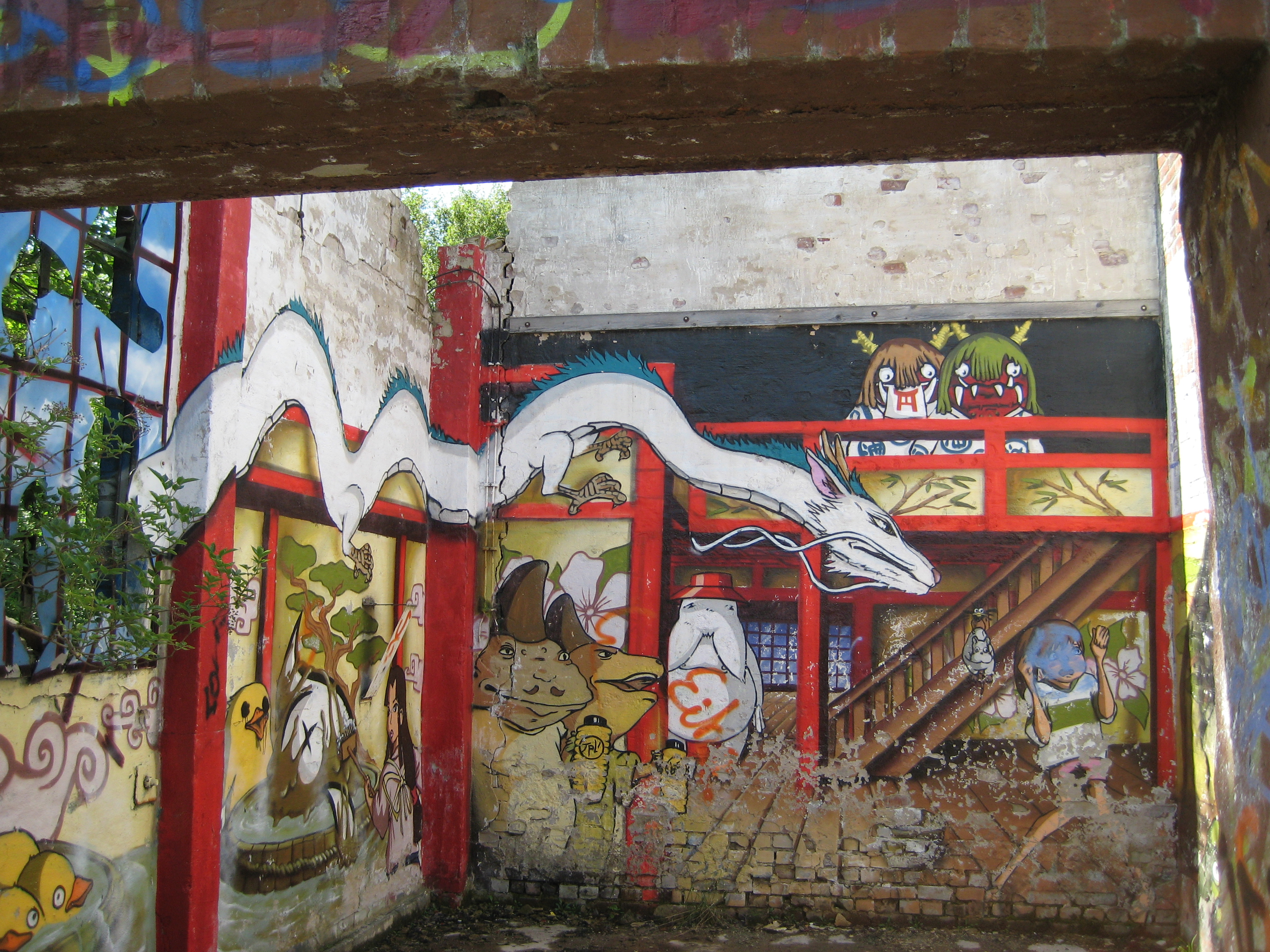